# Jane Dormer
Jane Dormer (Eythrope, 6 gennaio 1538 – 13 gennaio 1612) è stata una nobildonna inglese, dama di compagnia di Maria I d'Inghilterra e poi duchessa consorte di Feria.

## Biografia
Jane Dormer nacque vicino a Waddesdon nel 1538, figlia di Sir William Dormer e della prima moglie Mary Sidney. In seguito allo scisma anglicano, la famiglia Dormer si divise tra protestanti e cattolici: il padre rimase fedele alla Chiesa di Roma, mentre la madre abbracciò la nuova fede protestante. Durante l'infanzia Jane fu compagna di giochi del futuro Edoardo VI.
Appena sedicenne divenne dama di compagnia di Maria, che le si affezionò al punto di vietarle più volte di sposarsi (incluso un tentativo di fidanzamento con Edward Courtenay, I conte di Devon) affinché rimanesse a corte. Nel 1554 conobbe Don Gomez Suárez de Figueroa y Córdoba, I Duca di Feria e intimo amico di Filippo II di Spagna. La stessa Maria sosteneva l'unione ma per il matrimonio volle attendere il ritorno di Filippo in Inghilterra, che non avvenne mai. Jane Dormer e Don Gomez si sarebbero sposati nel 1558, dopo la morte della regina d'Inghilterra. Con il ritorno alla fede anglicana durante il regno di Elisabetta, Jane Dormer seguì il marito in Spagna e divenne il fulcro di un circolo di espatriati inglesi cattolici sul suolo spagnolo.
Rimase vedova nel 1571 e, confinata a letto dall'inizio del 1611, morì nel 1612 all'età di 74 anni. Fu sepolta nel monastero di Santa Clara a Zafra il 26 gennaio 1612.

## Matrimonio e figli
Il 29 dicembre 1558 sposò Gomez Suarez de Figueroa y Cordova, I Duca di Feria, e la coppia ebbe due figli:
- Lorenzo Suárez de Figueroa y Córdoba (1559-1607); seguì al padre come duca di Feria e fu Viceré di Catalogna tra il 1596 e 1602 e poi Viceré di Sicilia tra il 1603 e il 1606.
- Pedro Suárez de Figueroa y Córdoba (1565-1565); morto a tre mesi.